# Edward Douglass White
Edward Douglas White  (3 de Novembro de 1845 – 19 de Maio de 1921) foi Juiz Associado da Suprema Corte dos Estados Unidos de12 de março de 1894 a 18 de dezembro de 1910 e Chefe de Justiça dos Estados Unidos de 19 de dezembro de 1910 a 19 de maio de 1921.